# Tecnologia push
Tecnologia push, push ou push de servidor descreve um estilo de comunicação baseado na Internet onde a requisição para uma determinada transação é iniciada pelo publicador ou servidor central. Ela é contrastada com pull, onde a requisição para a transmissão da informação é iniciada pelo receptor ou cliente.

## Descrição
A tecnologia push também é conhecida como webcasting, é um sistema de distribuição de conteúdo da Internet em que a informação sai de um servidor para um cliente, com base em uma série de parâmetros estabelecidos pelo cliente, também chamado de "assinatura". Um usuário comum pode assinar vários tópicos de informação de um provedor de conteúdo e, a cada vez que uma nova atualização é gerada pelo servidor, essa atualização é "empurrada" para o computador do usuário, daí o nome ("push", em inglês, significa "empurrar"). Esta forma de distribuição de conteúdo é distinta do uso comum da Web, uma vez que nesse caso a informação é procurada pelo usuário em um servidor.
A forma mais conhecida de uso do push são as chamadas newsletters, que são artigos periódicos entregues via e-mail. Outro sistema que envolve a tecnologia "push" são os compartilhadores de arquivos tais como o Kazaa, em que é possível escolher todo o conteúdo do servidor que será distribuído.
Este sistema vem sendo utilizado também pelos Tribunais de Justiça de todo o país para que possam enviar, aos usuários que cadastrarem seu e-mail, informações sobre os processos requisitados. A cada nova atualização das informações dos processos cadastrados, um e-mail é enviado ao usuário para que ele tome ciência das atualizações ocorridas.
Historicamente, o precursor desta tecnologia foi o PointCast Network, um agregador de conteúdo de desktop com um formato próprio baseado em canais, como os de televisão, mas com texto e figuras em vez de vídeo, e surgiu durante os anos 90. A atenção da mídia foi considerável, de forma que a Netscape e a Microsoft decidiram incorporar essa tecnologia em seus navegadores Netscape Navigator e Internet Explorer, respectivamente. Entretanto, como a maioria dos usuários da época tinha conexão discada e de baixa velocidade, a popularidade foi baixa.
Atualmente, a forma de distribuição de conteúdo mais popular é o RSS, também incorporado nos navegadores atuais e com agregadores semelhantes ao PointCast. Entretanto, tecnicamente o conteúdo não é "empurrado" do servidor para o cliente como acontece no push propriamente dito, e sim o software agregador que transfere o conteúdo do servidor para o cliente de acordo com as especificações do usuário.

## Serviços de Hospedagem Push
Serviços de notificação Push estão disponíveis atraves de provedores que suportam o desenvolvimento de campanhas automatizadas de notificação push:
- Serviços de Notificacão Push Apple
- Serviços de Mensagem na Nuvem Google
- Xtremepush